# Suta

Suta este al treilea album al trupei Paraziții, lansat la data de 23 iunie 1997 prin Digital Record pe casetă, iar membrii trupei în acea vreme erau: Tenny E. (Cheloo), B-I-P (Ombladon) și Dj. I.E.S.

## Ordinea pieselor[4]
| Fața A |                           |         |  |
| Nr.    | Titlu                     | Lungime |  |
| 1.     | „Intro”                   | 0:12    |  |
| 2.     | „Bagabonții”              | 2:31    |  |
| 3.     | „Banii nu aduc fericirea” | 2:35    |  |
| 4.     | „Mânadoua”                | 3:03    |  |
| 5.     | „La nemtzi”               | 3:43    |  |
| 6.     | „A vorbi e ușor”          | 3:47    |  |
| 7.     | „Cenzurat”                | 4:05    |  |

| Fața B          |                     |         |  |
| Nr.             | Titlu               | Lungime |  |
| 8.              | „Prieteni”          | 3:15    |  |
| 9.              | „Am tot și nimic”   | 3:25    |  |
| 10.             | „Trage cineva mișc” | 2:52    |  |
| 11.             | „Barbut”            | 4:22    |  |
| 12.             | „Suta”              | 3:11    |  |
| 13.             | „Super sclavi”      | 4:03    |  |
| Lungime totală: | Lungime totală:     | 40:44   |  |